# Sociedad Ibérica de Ictiología
La Sociedad Ibérica de Ictiología, fundada en 2010, tiene como fin principal impulsar el estudio y la conservación de los peces autóctonos de los ecosistemas acuáticos continentales y marinos de la península ibérica.

## Historia
Los días 17 y 18 de diciembre de 2010 en Lérida, un grupo de investigadores y gestores celebraron la reunión constituyente con el fin de agrupar en torno a la SIBIC los esfuerzos del colectivo de profesionales que trabajan en el estudio y conservación de los peces autóctonos de la península ibérica.
Recientemente, la Sociedad Ibérica de Ictiología ha celebrado el VI Congreso Ibérico de Ictiología que bajo el título “Ictiología: vocación por los peces de mar, los peces de río y la acuicultura ” tuvo lugar en el Auditorio y Centro de Congresos Víctor Villegas de Murcia (España) entre el 21 y 24 de junio de 2016. El octavo congreso se celebró de forma virtual en 2020 debido a la pandemia de la Covid 19.

## Publicación
La publicación de revistas científicas es una de las labores esenciales de la SIBIC. La revista FiSHMED: Fishes in Mediterranean Environments es la revista de la SIBIC y es electrónica, de libre acceso y sometida a revisión (peer review) que tiene por objetivo promover la comunicación y la discusión entre los ictiólogos que trabajan en regiones de clima mediterráneo.

## Congresos
- I Jornadas de Ictiología Ibérica. León. 26-30 de mayo de 1981. Universidad de León.
- II Jornadas de Ictiología Ibérica. Barcelona. 23 – 28 de mayo de 1983. Universidad de Barcelona.
- III Jornadas de Ictiología Ibérica. Perlora, 27 – 31 de mayo de 1991. Consejo Superior de Investigaciones Científicas.
- IV Jornadas Ibéricas de Ictiología – SIBIC2012. Gerona, 17-20 de julio de 2012. Universidad de Gerona. "Situación actual y retos de futuro"
- V Jornadas Ibéricas de Ictiología – SIBIC2014. Lisboa, 24-27 junho de 2014. Museu Nacional de História Natural e Ciéncia. "Conhecer para preservar"
- VI Jornadas Ibéricas de Ictiología – SIBIC2016. Murcia, 21-24 de junio de 2016. Universidad de Murcia. "Ictiología: vocación por los peces de mar, los peces de río y la acuicultura"